# 오디세아스 블라호디모스
오디세아스 블라호디모스 (Odysseas Vlachodimos, 1994년 4월 26일 ~ )는 그리스의 축구 선수이며, 세비야에서 골키퍼로 활약하고 있다.